# اسلیودیانکا (سرزمین آلتای)
اسلیودیانکا (به لاتین: Slyudyanka) یک منطقهٔ مسکونی در روسیه است که در سرزمین آلتای واقع شده‌است.